# Mick Heath
Michael Heath (sinh ngày 9 tháng 1 năm 1953) là một cầu thủ bóng đá người Anh thi đấu ở Football League ở vị trí tiền đạo cho Brentford.

## Thống kê sự nghiệp
| Câu lạc bộ          | Mùa giải            | Giải vô địch        | Giải vô địch | Giải vô địch | Cúp FA | Cúp FA | Cúp Liên đoàn | Cúp Liên đoàn | Tổng | Tổng |
| Câu lạc bộ          | Mùa giải            | Hạng đấu            | Trận         | Bàn          | Trận   | Bàn    | Trận          | Bàn           | Trận | Bàn  |
| ------------------- | ------------------- | ------------------- | ------------ | ------------ | ------ | ------ | ------------- | ------------- | ---- | ---- |
| Brentford           | 1970–71             | Fourth Division     | 1            | 0            | —      | —      | —             | —             | 1    | 0    |
| Tổng cộng sự nghiệp | Tổng cộng sự nghiệp | Tổng cộng sự nghiệp | 1            | 0            | 0      | 0      | 0             | 0             | 1    | 0    |